# Akpatok
Akpatok (ang. Akpatok Island, fr. Île Akpatok) – jedna z arktycznych wysp Kanady, położona w zatoce Ungava. Wchodzi w skład terytorium Nunavut. Jej powierzchnia wynosi 903 km², a obwód 129 km.
Nazwa wyspy pochodzi od lokalnej nazwy nurzyka polarnego, które gnieżdżą się w wysokich na 150–250 m wapiennych klifach. Klify poprzerywane są głębokimi wąwozami, które umożliwiają penetrację wnętrza wyspy – płaskowyżu o wymiarach 23 km na 45 km.
Na południowym skraju wyspy odnaleziony pozostałości osady kultury Dorset.